# Henri-Joseph Rigel

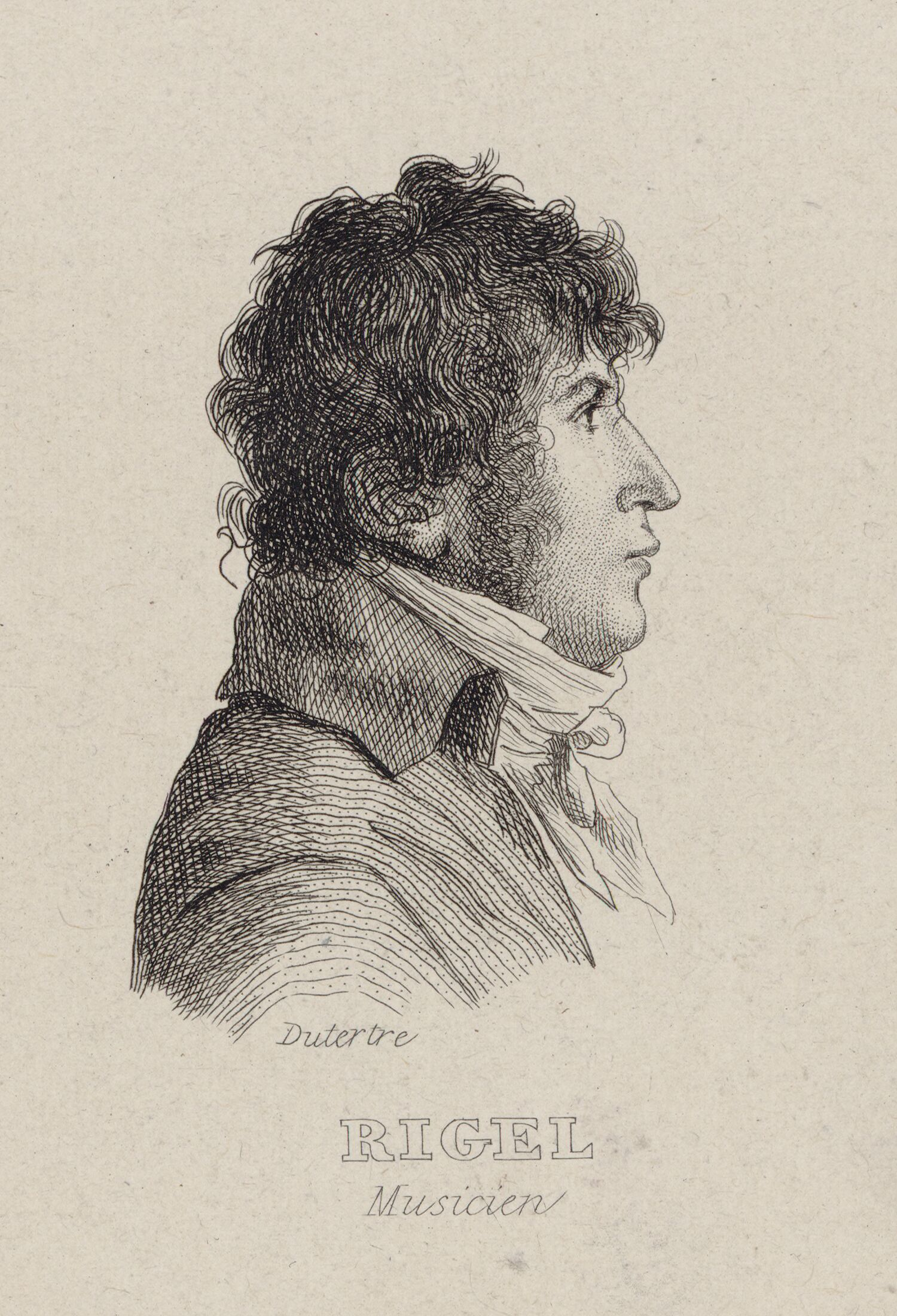
André Dutertre: Henri-Jean Rigel (1770–1852). Stich, um 1811. Das Bild wird fälschlicherweise oft als Porträt von Henri-Joseph Rigel bezeichnet.

Henri-Joseph Rigel (* 9. Februar 1741 in Wertheim; † 2. Mai 1799 in Paris) war ein deutscher Komponist, der in Frankreich gewirkt hat.

## Leben
Rigel erhielt seine musikalische Ausbildung anfänglich durch seinen Vater Georg Caspar Rigel (etwa 1725–1754), der am örtlichen Hof des Prinzen von Löwenstein-Wertheim-Rosenberg Musikintendant war, sowie von Niccolò Jommelli, der am Württembergischen Hof tätig war.
1767 reiste Rigel nach Paris und hatte dort achtbaren Erfolg mit seinen Instrumentalwerken, Cembalowerken, Streichquartetten und Symphonien. Auch wurden seine Kompositionen bei den Concert Spirituel aufgeführt. Zumeist waren dies den örtlichen Gepflogenheiten entsprechend sakrale Werke, wie seine Oratorien La sortie d’Egypte (1774), La destruction de Jéricho (1778), Jephté (1783) und Les Macchabées. Ab 1783 war er maitre de solfège (Notenlehrer) an der königlichen Singschule, der École Royale de Chant. Durch die Neuorganisation der Institutionen nach 1789 wurde Rigel 1793 „Klavierprofessor erster Klasse“ am neu gegründeten Conservatoire de Paris.
Zwischen 1788 und 1799 komponierte Rigel 16 Opern, einschließlich der komischen Oper Le savetier et le financier (1778). Seine Kompositionen zeigen den Einfluss von Gluck. Auch als Musikpädagoge machte sich Rigel einen Namen.
Sein umfangreiches kompositorisches Schaffen veröffentlichte er im Eigenverlag mit Hilfe seiner Frau, die Notenstecherin war, und ab 1780 auch mit seinem Bruder, dem Komponisten Anton Rigel. Nach dem Erscheinen seiner Werke in Paris wurden diese später auch in Mannheim, Offenbach und Wien mit abweichenden Opuszahlen gedruckt.
Seine Söhne Louis Rigel (1769–1811) und Henri-Jean Rigel (1772–1852) waren ebenfalls Komponisten.

## Gedruckte Werke
- Op. 1: Six Sonates pour le Clavecin (Paris) OCLC 842358497
- Op. 4: Six Quatuor dialogués pour deux violons, quinte et violoncelle (Paris, um 1769) OCLC 658682513
- Op. 5: Pièces de clavecin melées de préludes pour les commençants (Paris, um 1770) OCLC 658682497
- Op. 6: Suite des Pièces de clavecin mêlées de Préludes avec l’accompagnement d’un violon ad libitum (Paris, um 1770) OCLC 658682504
- Op. 7: Sonates en quatuor pour le clavecin avec accompagnement de deux violons, deux cors et violoncelle ad libitum (Paris, um 1772) OCLC 658682589
- Op. 8: Six sonates pour le clavecin OCLC 238819607
- Op. 10: Seconde Œuvre de Quatuors Dialogues pour deux Violons Viola et Violoncelle

- Op. 12: Six Sinfonies a deux Violons, Alto et Basso, deux Hautbois, deux Cors, et deux Bassons obligés á la sixieme Sinfonie (Paris) OCLC 842358494

- Op. 13: Six sonats pour le clavecin avec accompagnement de violon ad libitum OCLC 724632165
- Op. 14: Trois duo pour le forte piano et clavecin OCLC 842358485
- Op. 16: Trois simphonies pour le clavecin ou le forte piano avec accompagnement de deux violons, deux cors, et violoncelle ad libitum OCLC 842358495
- Op. 17: Second oeuvre de simphonies pour le clavecin ou le forte-piano avec accompagnement de deux violons, deux cors et violoncelle (ad libitum) OCLC 1063663643
- Op. 18: Trois sonates pour le clavecin ou le forte-piano avec accompagnement d’un violon ad libitum (Paris, um 1780) OCLC 870643177
- Op. 20: Concerto concertant pour Clavecin et Violon principal, avec Accompagnement de deux Violons, Alto, Violoncelle, deux Cors et deux Hautbois ad Libitum (Paris) OCLC 842358483
- Op. 21: Six Simphonies a quatre Parties ou a grand Orchestre executees au Concert spirituel (Paris) OCLC 842358496
- Duo pour deux Forte-Piano (Paris und Lyon)
- Opéra-comique Le Savetier et le Financier (Paris)